# خوسيه ماريا فرانكو (ملحن)
خوسيه ماريا فرانكو (بالإسبانية: José María Franco Bordons؛ بالفرنسية: José María Franco) هو عازف بيانو وملحن إسباني وفرنسي، ولد في 1894 في إرون في إسبانيا، وتوفي في 1971 في مدريد في إسبانيا.

## وصلات خارجية
- خوسيه ماريا فرانكو على موقع ميوزك برينز (الإنجليزية)